# Rafael Juárez Ortiz
Rafael Juárez Ortiz (Estepa, 18 de agosto de 1956-Madrid, 20 de septiembre de 2019) fue un poeta español.

## Biografía
Durante su adolescencia, interesado por la poesía de Antonio Machado, comenzó a escribir poesía en Sevilla. Una vez licenciado en filología hispánica en la Universidad de Granada, trabajó en la librería Al-Ándalus, de Granada (1979-1992) y como editor en el Servicio de Publicaciones de la Diputación de Granada. Casado con la escritora Pilar Mañas, tuvieron un hijo.
Director de la Fundación Francisco Ayala (2005-2017), se ocupó de dotar y dar contenido a esta fundación, que había sido creada para potenciar la investigación y divulgación de la obra del escritor Francisco Ayala.

## Obras
- Otra casa (Excma. Diputación Provincial Granada. Colección Maillot Amarillo. 1986).
- Las cosas naturales (1990).
- Aulaga (1995). Premio el Tesorillo.
- La herida (Monograma, 1996).
- Para siempre. Poemas 1978-1999 (Comares, 2002)
- Lo que vale una vida (Pre-textos, 2001).
- Todo es poesía en Granada. Panorama poético (2000-2015). José Martín de Vayas (antólogo). (Esdrújula Ediciones, 2015).
- Todas las despedidas. (Pre-Textos 2020)
- Poesía reunida. (Diputación de Granada 2025)

## Enlaces y fuentes
- Poemas de Rafael Juárez.
- Entrevista a Rafael Juárez publicada por la Diputación de Valladolid y la Fundación Jorge Guillén.
- Cátedra Miguel Delibes.

- Datos: Q6097477